# Viruttam
Un viruttam o virutham (tamil) es un verso devocional hindú que se canta en los conciertos de música carnática. Los viruttams no poseen un conjunto de tala y se improvisan solamente utilizando uno o más ragas. El viruttam es una de las muchas formas del manodharma (improvisaciones espontáneas) en la música carnática.
Un viruttam generalmente precede a la interpretación de una canción. En la mayoría de los casos, un viruttam se canta con el mismo raga que la canción que le sigue. A veces, el viruttam de múltiples versos se canta con diferentes ragas, seguido de una canción con el mismo raga que con el último ragam cantado del viruttam.
El artista también puede cantar el mismo verso en diferentes ragas en varios conciertos.
El virutham no solo se usa en conciertos sino también en celebraciones y fiestas tradicionales. Los viruthams en alabanza al Señor Ayyappa son muy conocidos en el sur de la India. Los viruthams también se cantan en alabanza al señor Muruga.